# توکوگاوا هاروتوشی
توکوگاوا هاروتوشی (به ژاپنی: 徳川治紀 Tokugawa Harutoshi); ۷ دسامبر ۱۷۷۳ – ۱۰ اکتبر ۱۸۱۶) دایمیو، سیاستمدار در دوره ادو اهل ژاپن بود که بر قلمرو میتو حکمرانی می‌کرد.
او پدر توکوگاوا ناری‌آکی ارباب قلمرو میتو از همسر غیر اصلی‌اش ایسو-این بود.